# Cipriano Folgueras Doiztúa
Cipriano Folgueras Doiztúa (Oviedo, 10 de septiembre de 1863-Madrid, 17 de enero de 1911) fue un escultor español. Se lo considera uno de los escultores más destacados del naturalismo español de finales del siglo XIX. Su obra más conocida es la estatua sedente del fundador de la Universidad de Oviedo, Fernando de Valdés Salas. Esta obra, ubicada en el patio de su edificio histórico, se creó en 1908 para conmemorar el tercer centenario de la Universidad.

## Biografía
Estudió en la Academia de Bellas Artes de San Salvador, de Oviedo. Desde muy joven contó con becas para formarse como escultor, así, con  quince años fue pensionado en dos ocasiones por la Diputación de Oviedo para completar su formación, primero en la Escuela de Bellas Artes de Madrid, donde fue discípulo de Jerónimo Suñol y José Gragera; y después en la Academia Española de Bellas Artes de Roma. Tras sus estudios residió durante un tiempo en París.
Cuando regresó a España, estableció en Madrid su residencia, siendo nombrado profesor en la Escuela de Bellas Artes de Madrid  de la sección de Pintura, Escultura y Grabado, en 1903, llegando a ocupar la cátedra de modelado en la misma Escuela.
Doiztúa dirigió los trabajos que se realizaban en Barcelona, de la Columna del Centenario de la Independencia de Guayaquil tras la muerte de su amigo escultor Agustín Querol. Doiztúa murió en 1911 teniendo el trabajo sin terminar aún. Josep Montserrat se hizo cargo de la finalización de la obra.
Folgueras fue enterrado en el cementerio sacramental de San Justo.

## Actividad artística

### Exposiciones y medallas
- 1884-Exposición Nacional de Bellas Artes, se presentó cuando contaba con 21 años y los hizo con su grupo “Orestes perseguido por las Furias”, obteniendo una tercera medalla.[2][3][4]
- 1890- Exposición Nacional de Bellas Artes, en esta ocasión ganó segunda medalla con “Los primeros pendientes”.[2][3][4]
- 1893-Exposición Mundial Colombina de Chicago, en la que obtuvo una medalla más.[2][3][4]
- 1895- Exposición Nacional de Bellas Artes, consiguiendo en este certamen la primera medalla con su obra “El sacamuelas”. Este triunfo le valió la fama de ser  "el más destacado de los escultores asturianos de su tiempo".[2][3][4]
- 1900- Exposición Universal de París, en la que llegó a conseguir la segunda medalla.[2][3][4]

### Principales obras

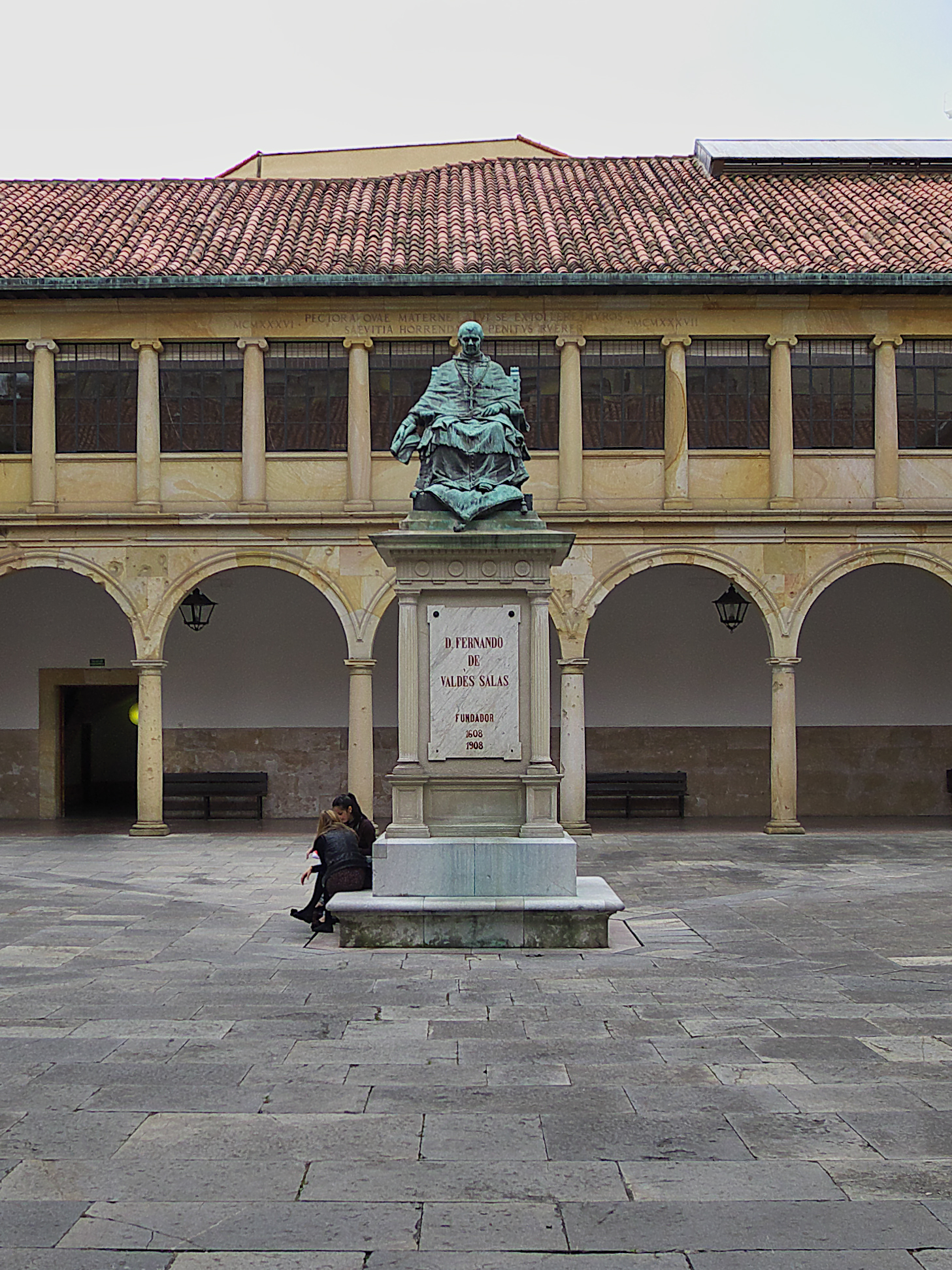
Fernando de Valdés y Salas. Universidad de Oviedo

Cipriano Folgueras se especializó en la realización de panteones de las familias más pudientes de su época. Fue autor del panteón de fray Ceferino González, que estuvo situado en la iglesia de los dominicos de Ocaña, hasta el momento de su desaparición; también realizó el monumento a Fernando Villaamil de 1911, sita en el parque Vicente Loriente de Castropol (Asturias). Pueden destacarse en su producción, entre otras:
- Estatua de Fernando Valdés Salas situada en el edificio histórico de la Universidad de Oviedo.[2][3][4]
- Panteones de las familias Masaveu, Longoria, de los marqueses de San Juan de Nieva, en el cementerio de Avilés.[2][3][4]
- Estatuas alegóricas de la Tragedia y Comedia en el Teatro Campoamor.[2][3][4]
- Estatua y alegorías del monumento a Fernando Villaamil, en Castropol.[2][3][4]
- Monumento dedicado en Santander a las víctimas del "Cabo Machichaco".[2][3][4]
- Monumento la "Patria" para el grandioso erigido a Alfonso XII en el Retiro de Madrid.[2][3][4]
- La estatua “Celta o astur”. que representa la figura del primitivo habitante de Oviedo, y que acabó siendo adquirido para el salón de actos de la Diputación de esa ciudad.[2][3][4][7]
- El grupo Jesús discutiendo con los doctores.[2][3][4]
- Medallón de homenaje a Teodoro Cuesta.[2][3][4]
- Busto de la Marquesa Vega de Anzo.[2][3][4]
- Estatua de Manuel Pedregal, en Grado.[2][3][4]
- En el Museo del Prado conservan una escultura suya que representa a una mujer  sentada, ataviada con amplias sayas, haciendo cosquillas a un niño desnudo que tiene en el regazo.[5]
- Estatua de Don Pelayo en Gijón.[7]
- Estatua que decora el monumento conmemorativo de la catástrofe de Machichaco en Santander.[7]
- Sepultura del Cardenal Ceferino González para el convento dominicano de Ocaña.[7]